# 稲付川
稲付川（いなづけがわ）は、東京都北区を流れる河川。稲付用水、中用水、北耕地川とも呼ばれた。石神井川の分水として根村（板橋区双葉町）から分かれていた根村用水の別称。現在は排水路に役割を変え、ほとんどの区間が暗渠となっている。

## 概要
徳川家綱の時代に開削された用水と言われるが資料に乏しい。1967年に開始された工事により現在ではほぼ全域が暗渠化されているが、最下流部の国道122号（北本通り）の北町橋（赤羽警察署・大同特殊鋼王子工場の南側）を越えた部分から隅田川までの約150メートルが開渠（かいきょ）になっている。ただし隅田川の堤防に切れ目がなく、また目立ったポンプなどの設備もないことから、現在は直接の接続はなされていないものとみられる。開渠部の流れが殆どなく水溜りのようになっており、しばし溜まった水が暗渠部へと逆流しているのが見られる。

## 流域

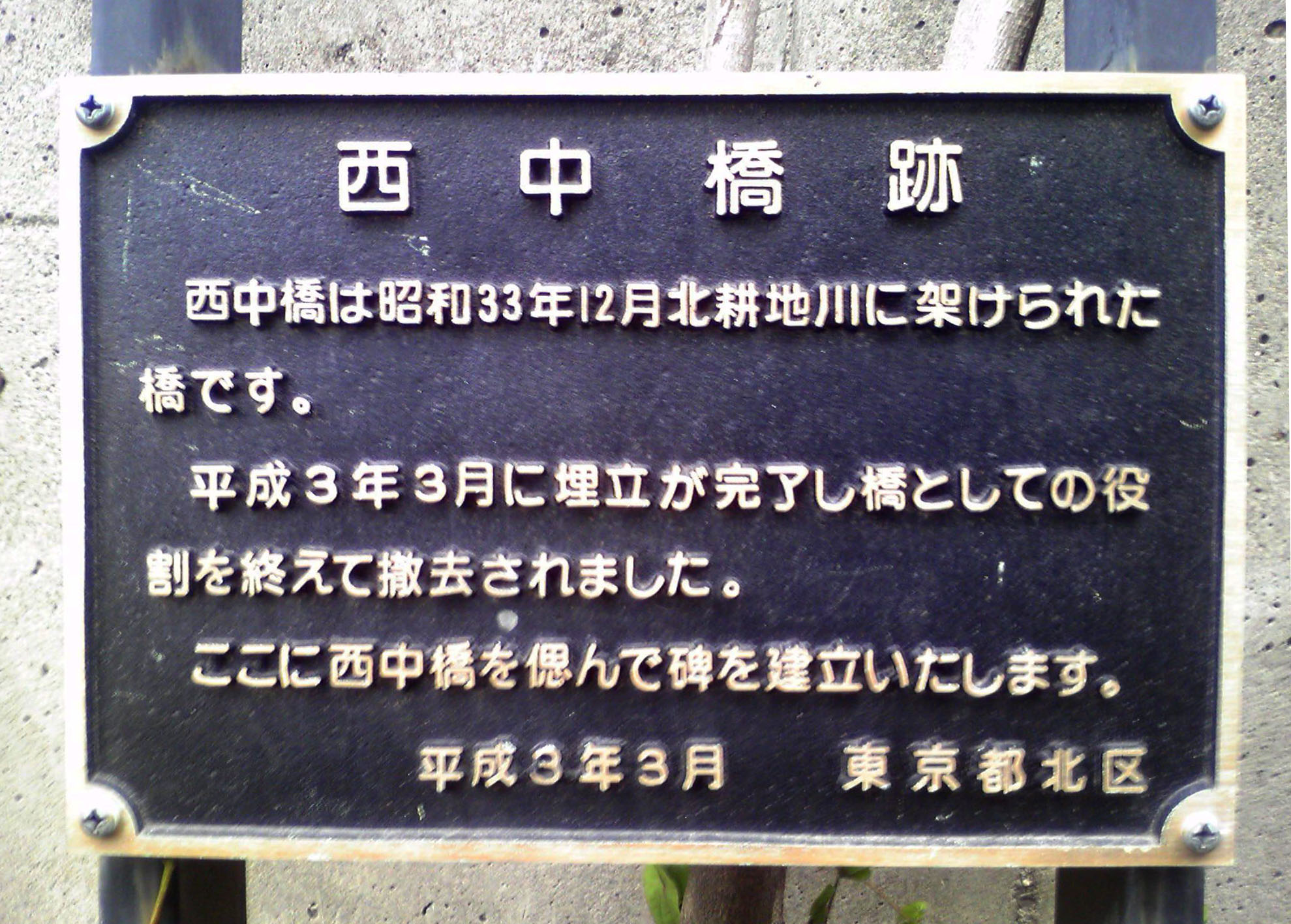
西中橋跡碑（赤羽南2丁目3番付近）

石神井川からの分岐は、環七通りと東武東上線の交点近くの向屋敷橋付近。智清寺（板橋区大和町）境内には、中用水に架かっていたかつての石橋が残っている（正徳4年（1714年）造）。ここから北東側にしばらくは石神井川に沿って東へ流れ、稲荷台へ入る。北東に向きを変えて環七通り姥ヶ橋陸橋の下を通って北区立梅木小学校の南側で東に大きく曲線を描き、西が丘・赤羽西と上十条・十条仲原との境界線の四辻へ出る。この四辻付近にはかつて水車小屋があり、大正期には遊鯉園という川魚料亭があった。四辻から十条仲原へ上がる坂道はこれに因んで「遊鯉園の坂」と呼ばれた。
四辻から旧・北区立清水小学校の北側を経由し（この付近までは河道跡が一般道として残る）、旧岩槻街道を現在は消滅した高橋でくぐる。この先の神谷付近一帯は、かつて大正6年に医者で実業家の岸一太が建てた赤羽航空機製作所併設の赤羽飛行場（創立者の名から「岸飛行場」とも呼ばれた）があったが、大正10年に倒産、その跡地は区画整理が進み東京都の都営住宅や学校、公園などが置かれて現在は河道がはっきりしない。ちなみに高橋付近から北東に向けて弧を描く道は、志茂にあった赤羽火力発電所（大正10年設置、昭和32年廃止）へ東北本線から燃料用の石炭を運び入れるための引き込み線の廃線跡である。
下流の上十条、稲付、赤羽、岩淵本宿、下、神谷といった村落は明治頃までの農業水や生活水はすべて中用水から得ており、開設当初から上流の村々との利水をめぐる対立が絶えなかった。明治5年には、上流の村民が智清寺に竹槍を持って立て篭もり姥ヶ橋で下流の村々と対峙した。また明治9年には取水堰改修をめぐって上流6ヶ村と下流22ヶ村が対立する大騒動となった。いずれも東京府が仲裁している。
北区立神谷中学校の南へ達した後、住宅地・工場の裏手を縫うように通り、北町橋赤羽（志茂）から開渠となって隅田川に合流していた。
北区では一部の河川跡を遊歩道として整備している。幅員はおよそ4m程度で自動車の通行は困難である。歩行者や自転車通行者には安全な道であるが、夜間の街灯は少ない。それ以外では生活道路として使用している部分もある。こちらは自動車が通るので散策の際には注意されたい。ただし、姥ヶ橋から上流方向へ約10mの部分と、北町橋より先の隅田川までの区間は歩行者を含め立ち入ることはできない。

## 参照
1. ↑  北区を流れる河川(東京都北区公式サイト)、2011-04-10閲覧。
2. ↑  東京都北区教育委員会設置の碑文解説板より
 遊鯉園の坂
十条仲原の台地から稲付川（現在は暗渠）に下る坂です。 大正から戦前まで、 坂下の川下に遊鯉園という川魚料亭があり、 坂名は、 これに因んだ俗称です。 明治の頃、坂下に水車小屋があって、 旧稲付村（ほぼ、現在の赤羽西、 西が丘、 赤羽南にあたります）の農家が利用していました。

　　　　　　　昭和６２年６月　　　　　　東京都北区教育委員会 — 東京都北区教育委員会 当地設置の碑銘
3. ↑  “北区を流れる河川 - 現存しない主な川 -稲付川”.  北区. 2017年10月20日閲覧。

## 参考資料
- 『江戸明治東京重ね地図』エーピーピーカンパニー、2009年。ISBN 978-4901441360。